# Geranium brevicaule
Geranium brevicaule är en näveväxtart som beskrevs av Joseph Dalton Hooker. Geranium brevicaule ingår i släktet nävor, och familjen näveväxter. Inga underarter finns listade i Catalogue of Life.